# Story Bridge
Die Story Bridge ist eine Brücke in Brisbane, der Hauptstadt des australischen Bundesstaats Queenslands, die mit ihrer Silhouette das Stadtbild mitprägt. Die Story Bridge ist nach der Sydney Harbour Bridge die bekannteste Brücke in Australien.

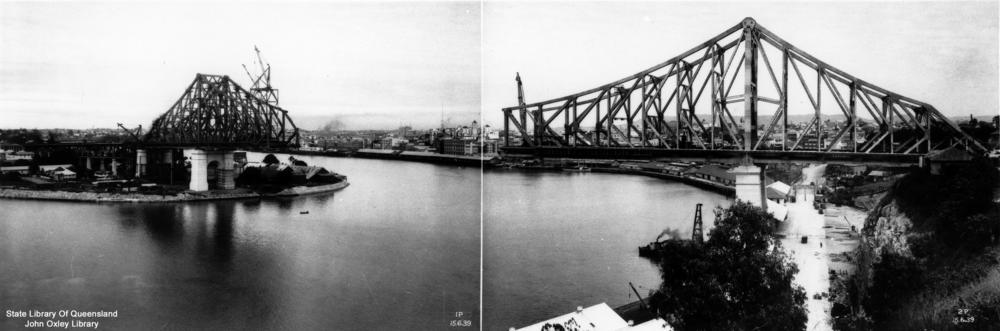
Bau der Brücke (1935)

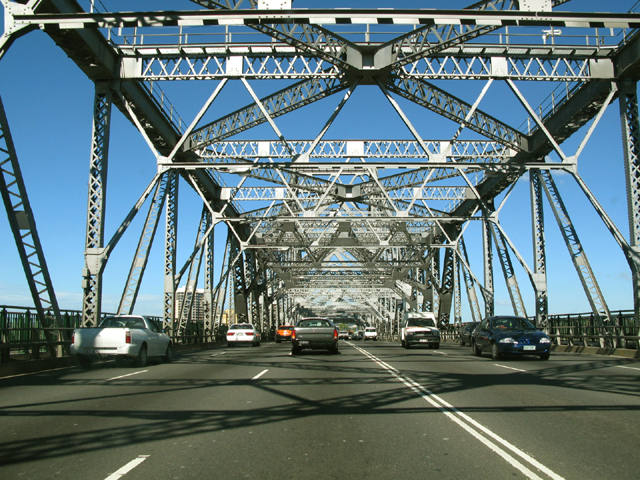
Fahrt über die Story Bridge

Story Bridge bei Nacht

Die Story Bridge überspannt den Brisbane River und verbindet die Stadtteile Fortitude Valley und Kangaroo Point. Ihre Gesamtlänge beträgt 1072 Meter; die Spannweite zwischen den beiden Hauptpfeilern beträgt 282 Meter. An ihrem Scheitel hat die Brücke eine Durchfahrtshöhe von 30,4 Metern. Das denkmalgeschützte Bauwerk ist seit 1992 eingetragen im Queensland Heritage Register.

## Geschichte
In den 1920er Jahren nahmen bereits längere Zeit bestehende Pläne zum Bau neuer Brücken in Brisbane Gestalt an. Zur damaligen Zeit war die Victoria Bridge, eine Vorgängerin der heutigen Brücke mit gleichem Namen, die einzige Möglichkeit zur Querung des Brisbane River. 1926 wurde Kangaroo Point als Ort einer neu zu errichtenden Brücke festgelegt. Die Regierung Queenslands beauftragte John Bradfield, welcher damals gerade mit dem Bau der Sydney Harbour Bridge beschäftigt war, noch vor Fertigstellung ebendieser, mit dem Bau der neu zu errichtenden Brücke in Brisbane.
Am 24. Mai 1935 begann der Bau der Brücke nach dem Vorbild der 1930 fertiggestellten Pont Jacques-Cartier in Montreal, so dass beide Brücken nahezu identisch erscheinen. Der Bau wurde von dem örtlichen Unternehmer Manuel Hornibrook ausgeführt. Am 6. Juli 1940 wurde die Story Bridge vom Gouverneur von Queensland eröffnet. Benannt wurde sie nach John Douglas Story, einem einflussreichen Beamten der Regierung.

## Heute
Auf der Brücke befinden sich sechs Fahrstreifen, drei je Richtung, sowie zwei kombinierte Geh- und Radwege. Die über die Brücke führende Straße wird in Erinnerung an ihren Erbauer Bradfield Highway genannt und ist der kürzeste Highway in Australien. Sie ist nicht zu verwechseln mit dem gleichnamigen Highway, welcher über die Sydney Harbour Bridge führt.
Die Story Bridge wird ähnlich der Sydney Harbour Bridge bei Nacht beleuchtet und dient bei Feiern als Basis für große Feuerwerke. Seit 2005 werden geführte Touren angeboten, sogenannte Bridge Climbs, bei denen Touristen die Brücke besteigen können.